# Gheorghe Briceag
Gheorghe Briceag (15. dubna 1928 – 16. srpna 2008 Bălți) byl moldavský aktivista za lidská práva, známý především svým odporem vůči sovětské nadvládě.  

## Život
Ve 40. letech 20. století byl odsouzen k deseti letům v gulagu za šíření protikomunistických letáků. Byl nucen pracovat v uhelných dolech po dobu svého trestu. Jeho vězeňské číslo bylo P169. Po jeho propuštění byl odsouzen k sedmi letům v exilu. Později se stal symbolem odporu proti sovětské okupaci Moldavska. 

## Ocenění
V roce 2004 Briceag získal cenu Homo Homini od české neziskové organizace Člověk v tísni, která je udána jedincům, kteří se „významně zasloužily o prosazování lidských práv, demokracie a nenásilného řešení politických konfliktů“.